# Josep Pérez Camps
Josep Pérez Camps (Cocentaina 1948) es un historiador, arqueólogo y ceramista español autodidacta.
Desempeñó el cargo de secretario de la Asociación Española de Ceramología, creada el día 29 de marzo de 1989 y actualmente tiene su sede en el Museo del Azulejo de Onda (Castellón). Entre sus finalidades tenemos como pilares:
- Promover y difundir la investigación ceramológica.
- Facilitar el contacto y el intercambio de ideas y experiencias entre personas estudiosas de la cerámica o interesadas en la ceramología.
- Colaborar con las instituciones o personas públicas y privadas en la salvaguardia, protección, defensa, catalogación, estudio y divulgación del patrimonio ceramológico.

Sus primeros contactos con el Museo de Cerámica de Manises tuvieron lugar en 1976, cuando participó en una exposición colectiva de pinturas, dibujos y grabados de estudiantes de Bellas Artes (Josep Pérez Camps estudió Bellas Artes en Alcoy)que tuvo lugar en el museo.
Su incorporación al museo se produjo en el año 1979, cuando un compañero de estudios, Rafael Requena Díez entró también a formar parte de la plantilla del mencionado museo. Esta incorporación estuvo relacionada con la constitución de un centro de estudios dentro del museo, que se llamó "El Seminario de Estudios Históricos", por iniciativa de un conjunto de jóvenes que habían entrado en la Junta del Museo alrededor de mayo de 1979, y con la intención de defender y promover la cultura popular de Manises, siguiendo como referente los centros de estudios locales existentes en otras poblaciones.José tenía experiencia en este ámbito, porque era miembro del Centro de Estudios Contestans de Cocentaina y era un estudioso de la cerámica valenciana, de la que tenía una tienda en Valencia. Fueron estas las razones que llevaron a Rafael Requena Díez a pedirle su colaboración e incorporación al Museo.
Fue autor de la ordenación y diseño museográfico antes de ejercer como director del Museo de Cerámica de Manises, trabajo por el que fue nombrado Hijo Adoptivo de Manises en 2013.
Josep se convirtió en miembro de la Junta y  pasó también a trabajar como conservador-restaurador en la catalogación y estudio de las piezas, en un primer momento con contratos temporales durante los años 1980 y 1981. En 1982 consiguió por oposición convocada por el Ayuntamiento de Manises, plaza funcionarial de auxiliar técnico del Museo.
El cargo de director fue oficial desde 1984, aunque anteriormente ya desempeñaba las funciones de la dirección del Museo, hasta el año 2013 en el que se jubiló.
Es autor de algunas monografías y obras conjuntas dedicadas a diversos aspectos de la alfarería y la cerámica, como una monografía sobre el ceramista Alfonso Blat (2001) y un estudio de los Taulells de Manises, 1900-1936 (1987).
En el año 2023 publicó un libro, “La Dona en la Industria Ceràmica de Manises”, con el que quería representar la historia y patrimonio de Manises, pero poniendo el foco en el papel de la mujer, el cual era en gran parte desconocido. 